# ماکسول کورپوریشن
ماکسول کورپوریشن (انگلیسی: Maxol) شرکت پتروشیمی ایرلندی است، که در سال ۱۹۲۰ تأسیس شد.